# 沙永傑
沙永傑是台灣的萃思學先驅、管理學家。曾任交通大學學務長、亞洲大學管理學院院長、中華大學校長、中華萃思學會理事長、榮譽理事長、中國回教文化教育基金會董事長、中華民國回教朝覲團團長。專長為萃思學、生產管理。

## 生平
沙永傑生於台南市，1969年畢業於台灣省立台南第一中學（現國立台南第一高級中學），同年進入私立中原理工學院（現中原大學）就讀於工業工程系，1972至1973年獲選為私立中原理工學院榮譽青年，1973年6月畢業。其後，入營服預備軍官役；役後進入美商台灣通用器材公司(GIT)擔任工業工程師。1977年9月至美國德州大學阿靈頓分校(University of Texas at Arlington)攻讀工業工程碩士，1978年12月取得碩士學位；1979年1月起攻讀博士，1981年8月畢業。
返台後任教於國立交通大學，1984年創立了工業工程與管理系，擔任首任系主任，而後接任學務長，1988年任中華民國駐沙烏地阿拉伯王國外交官(文化參事)，2001年8月赴美國西雅圖華盛頓大學(University of Washington)擔任訪問學者，2003年獲亞洲大學延攬為管理學院首任院長，2008年獲聘為中華大學校長；校長卸任後，2014年獲聘擔任中原大學工業與系統工程系講座教授，2020年獲聘為國立交通大學榮譽退休教授。
2017年沙永傑教職退休後赴偏鄉小學教授「萃思」創意課程，協助弱勢孩童用創意翻轉人生；他並於各小學推動「萃思創意教育」，希望創意從小紮根，從小培養學生具備「創意思考」的意識，以提升社會整體創新力。2020年沙永傑與友人合作開發的創意商品「不沾桌面懸浮筷」於群眾集資平台集資成功，順利出貨。
沙永傑除專職工作外，亦曾擔任國立清華大學兼任副教授(1982-1985)、國立空中大學新竹學習指導中心主任(1992-1995)、教育部兼任顧問(1990-1995)、中華民國回教朝覲團團長(1992)、考試院典試委員(1996-2000)、經濟部「國家品質獎評審小組」製造業類組副召集人(2017-2021)等工作。

### 萃思學 (TRIZ)
沙永傑是臺灣萃思學發展的先驅學者。他於交大任教期間，接觸前蘇聯學者根里奇·阿奇舒勒(Genrich Altshuller)所提出之萃思學，將之引進臺灣。2005年2月，沙永傑首先於國立交通大學工業工程與管理系碩士班開授三學分的萃思課程(系統化創新方法)，開啟萃思學在臺灣的發展，他並以萃思學原理完成多項發明。2005年，他主導成立中華萃思學會，並任第一、二、六屆理事長及第五屆榮譽理事長。
TRIZ中文譯名的由來起源於2005年中華萃思學會籌備成立時需要有一個中文會名，沙永傑遂與幾位研究生一起討論，最後決定使用「萃思」二字；除「萃思」中文讀音與原文TRIZ發音相近外，萃思也蘊含「萃」取「思」想中的智慧，發展創新，與TRIZ的原意不謀而合，「萃思」二字遂由此確定。
為推動兒童創意普及教育，2022年沙永傑籌畫舉辦第一屆「萃思盃兒童創意競賽」，同年十一月於新北市秀朗國小舉行；以萃思為核心的兒童創意競賽此次是第一次在台灣舉辦，圓滿落幕，2023年12月與2025年4月，「萃思盃TRIZ兒童創意競賽」在中原大學持續舉辦，順利完成。

### 獎項
沙永傑從事萃思學教學與研究多年，擁有多項專利，曾獲紐倫堡、台北、俄羅斯、波蘭、烏克蘭等國際發明展金牌獎及韓國首爾發明展特別獎，並分別於2005年與2007年兩次獲得經濟部「國家發明創作獎」創作類銀牌獎。2012年獲發明終身成就獎。
沙永傑於1988年獲中國工業工程學會工業工程師獎章、2005年獲選列名The Marquis Who＇s Who in the World、2009年獲中華民國科技管理學會院士、2010年當選中原大學傑出校友、2019年獲選為中國工業工程學會會士。
2022年沙永傑出版《兒童創意思考五十問》一書。同年，該書榮獲「台北市兒童閱讀優良媒材」高年級核心推薦；2023年該書再獲文化部肯定，獲選為「兒童及青少年最佳選書指南」書籍。

## 著作

### 書籍
| 書名                                                              | 作者                           | 出版社       | 出版時間  | ISBN               | 備註 |
| ----------------------------------------------------------------- | ------------------------------ | ------------ | --------- | ------------------ | --- |
| 企業診斷                                                          | 沙永傑、王忠宗、周賢榮、廖文志 | 國立空中大學 | 1996年6月 | ISBN 9576611512    | |
| 兒童創意思考五十問: 創意,有方法可以學習嗎? （页面存档备份，存于） | 沙永傑                         | 天衛文化     | 2022年1月 | ISBN 9789574905522 | 榮獲「台北市111年度兒童閲讀優良媒材」高年級核心推薦2023年獲選文化部「中小學生讀物選介」兒童及青少年最佳選書指南                  |
| 青少年創意思考三十問：從問題到提出創意解方                        | 沙永傑                         | 天衛文化     | 2025年4月 | ISBN 9789574907533 | 新聞報導： 創意聯想巨著青少年創意思考三十問應市 （页面存档备份，存于） 欣竑科技贈沙永傑創意巨作竹縣府褒揚 （页面存档备份，存于） |

### 文章
1. H. W. Corley and D. Y. Sha, 1982.09, “Most Vital Links and Nodes in Weighted Networks,” Operations Research Letters, Vol. 1, No. 4, pp. 157-160. (沙永傑博士論文。引用379次；2024/12/23 Google Scholar查詢。)[38]
2. 沙永傑，淺談工業工程的專業特色，中技社通訊（CTCI Quarterly），2023年秋季刊，147期，25-27頁。[39]
3. 沙永傑，校園創意發明「三步曲」，萃思閱讀，2021 Vol. 2，中華萃思學會網站[40]
4. 沙永傑，總有更好的方法 There is always a better way，中原大學工業與系統工程學系六十週年特刊，36頁。[41]
5. 沙永傑，「雙輕」方式的雙創教育，萃思閱讀，Vol. 4  2024[42]

　　另，發表期刊論文、會議與研討會論文計一百餘篇。

### 訪談
- 百年樹人 始終如一。交大友聲，404期，June 2004，頁11-17，陳彥佑 採訪撰文。 （页面存档备份，存于）
- 磁性建材。台灣發明王，非凡電視台，2012 （页面存档备份，存于）
- 推動創意教育 用創意翻轉人生。Young Dreamer，國立教育廣播電臺，2024年1月

### 專利
1. 沙永傑、陳昭光，新型專利，民國107年3月，「筷子結構」，中華民國專利證書第M556536號。(下載 （页面存档备份，存于）)
2. 沙永傑、莊英慎、陳人輝，實用新型專利，2013.2，「適用於購物用手推車的提籃結構」，中國大陸專利證書第3127100號。
3. 沙永傑，莊英慎、陳人輝，新型專利，民國102年6月，「適用於購物用手推車的提籃結構」，中華民國專利證書第M455408號。(第16屆俄羅斯阿基米德國際發明展金牌)
4. 沙永傑，實用新型專利，2012.2，「磁性建材」，中國大陸專利證書第2106581號。
5. 沙永傑，新型專利，民國100年11月，「磁性建材」，中華民國專利證書第M415940號。(第63屆德國紐倫堡國際發明展金牌獎、波蘭華沙國際發明展金牌獎、台北國際發明暨技術交易展金牌獎) (通過新型專利技術報告)
6. 沙永傑、鄭紹材、吳誌銘、黃郁詞、黃士種，新型專利，民國99年9月，「防護裝置及具有防護裝置之圓盤鋸設備」，中華民國專利證書第M388982 號。(下載)(第62屆德國紐倫堡國際發明展銅牌獎)
7. 吳清城、沙永傑，新型專利，民國97年8月，「修正帶結構」，中華民國專利證書第M 338163 號。(下載)
8. Sha; Yung-Jye, Liao; Wen-Chin, 2007.12, “Facial Washer”, U.S. Patent No. 07305722 (Download)
9. 沙永傑、廖文進，新型專利，民國96年9月，「黏貼式之白板筆固定承座」，中華民國專利證書第M 319169 號。(下載) (通過新型專利技術報告)
10. 廖文進，沙永傑，新型專利，民國95年4月，「樞紐器結構」，中華民國專利證書第M 289450 號。(下載) (通過新型專利技術報告)  (九十六年國家發明創作獎銀牌獎)
11. 沙永傑、廖文進，發明專利，民國94年4月，「釣線彈射裝置」，中華民國專利證書發明第I 231176 號。(下載)
12. 沙永傑，發明專利，民國93年10月，「網球自動收集裝置」，中華民國專利證書發明第I 222377 號。(下載)
13. 沙永傑、廖文進，新型專利，民國93年8月，「具有毛巾用途的運動衣」，中華民國專利證書新型第M 240099 號。(下載)
14. 沙永傑、廖文進，新型專利，民國94年1月，「由兩側供水之洗臉裝置」，中華民國專利證書新型第M 255278 號。(下載) (通過新型專利技術報告) (九十四年國家發明創作獎銀牌獎)
15. 沙永傑、廖文進，新型專利，民國94年2月，「具有筆座功能之白板」，中華民國專利證書新型第 M 256829 號。(下載) (通過新型專利技術報告)
16. 沙永傑、林駿雄，新型專利，民國94年3月，「具照明功能的資料夾」，中華民國專利證書新型第 M 258868 號。(下載)

## 外部連結
- 沙永傑個人網站 （页面存档备份，存于）
- 中華大學校長室

| 前任： 張家祝 | 中華大學校長 2008年12月—2012年11月 | 繼任： 劉維琪 |